# Societat de la informació
La societat de la informació és l'organització d'estructures i relacions socials, econòmiques, polítiques i culturals basada en la implantació de les noves tecnologies d'informació i comunicació (TIC) en tots aquests camps. Altres autors es refereixen a aquest terme com “societat del coneixement”, “societat cibernètica” o “societat digital”.
Aquesta societat es basa també en la digitalització de la informació – que permet transportar-la amb rapidesa, baixos costos i aconseguir una capacitat quasi il·limitada d'emmagatzemament de dades -; en l'enorme influència dels mitjans audiovisuals; en l'expansió de les xarxes telemàtiques; en la robotització dels sistemes de producció i en la mundialització de l'economia (globalització).
Llavors, la societat de la informació ja no té com a únic centre el desenvolupament industrial, sinó que busca també, i de vegades de forma prioritària, l'accés a la informació i el seu processament posterior, ja que aquesta és l'activitat que més beneficis genera. Aquesta transformació econòmica amb origen en les tecnologies de la informació ha propiciat, més que cap altra transformació d'aquesta era, el canvi estructural i social que hem viscut en convertir-nos en la “societat de la informació”.

## Orígens del terme
Els orígens del concepte de «societat de la informació» es remunten a la dècada dels anys 60, quan va començar a observar-se que la societat industrial començava a evolucionar cap a un nou model en el qual el control i l'optimització dels processos industrials eren rellevats pel processament i tractament d'informació.
En aquesta època, amb l'informe “Towards de Information Society” del Ministeri d'Indústria i Comerç del Japó, ja es va començar a parlar del terme “societat de la informació”. Posteriorment, l'any 1973, el sociòleg americà Daniel Bell va introduir el concepte de “societat de la informació” al seu llibre “The coming of the postindustrial society”, on formula que l'eix principal d'aquesta societat serà el coneixement teòric i adverteix que els serveis basats en el coneixement haurien de convertir-se en l'estructura central de la nova economia i d'una societat recolzada en la informació.
La difusió del terme pròpiament dit no va ser completa fins finals dels anys 70 amb les aportacions de John Naisbitt en el seu llibre “Megatrends” i de l'informe fet per Simón Nora i Alain Minc titulat “Informatització de la societat”. Aquest informe va ser encarregat pel president francès i divulgat el 1978. En ell es donava una visió precisa de l'evolució tecnològica i s'introduïa, per primer cop, el terme "telemàtic". Llavors, podem concloure que tant el llibre de Naisbitt com l'informe Nora-Minc contribuïren a la difusió inicial del concepte, que ha estat molt utilitzat posteriorment, i fins i tot ampliat, donant lloc a altres com el de “societat del coneixement” o “societat digital”.
Com que aquesta temàtica va fer-se eco entre les potències mundials, va ser necessari establir amb precisió una definició del concepte, presentar els elements fonamentals que motivaren el seu sorgiment i les implicacions d'aquest concepte en la societat actual. Llavors, sobre les temàtiques associades a la societat de la informació es va desenvolupar la denominada World Summit on the Information Society” o, cosa que és el mateix, la “Cimera Mundial de la societat de la informació”. Aquest esdeveniment va estar organitzat per les Nacions Unides i va tenir dues fases: desembre del 2003 a Ginebra i novembre del 2005.
L'objectiu de la Fase de Ginebra va ser redactar i aportar una declaració de voluntat política relacionada amb aquest nou terme i, llavors, prendre mesures concretes per a preparar els fonaments de la societat de la informació per a tots, tenint en compte els diferents interessos que estava en joc. Segons aquesta declaració, la societat de la informació ha d'estar centrada en la persona i orientada al desenvolupament. Tothom ha de poder crear, consultar, utilitzar i compartir la informació i el coneixement. Així, les persones, comunitats i pobles podran aprofitar plenament les de la seva qualitat de vida.
En la segona fase l'objectiu, es va posar en marxa el Pla d'Acció de Ginebra. També es pretenia, en aquesta part del WSIS, trobar solucions i establir acords en els camps del govern d'Internet; els mecanismes de finançament i el seguiment de l'aplicació dels documents de Ginebra i Tunísia.

## Societat de la informació – Societat del coneixement ¿sinònims?
La noció de “societat del coneixement” va sorgir cap a finals dels anys 90 i s'utilitzava sobretot en mitjans acadèmics com a alternativa a “societat de la informació”. Tot i que aquests dos termes tendeixen a utilitzar-se indistintament, molts autors remarquen la diferència que hi ha entre la societat de la informació i la societat del coneixement.
Una de les bases perquè es faci aquesta diferenciació és que tenir informació sobre un fet o un tema determinat no significa que se n'hagi de tenir estrictament un coneixement. Conèixer i pensar no és simplement emmagatzemar, processar i comunicar dades, implica un esforç mental de comprensió i relació amb altres dades i fets que el simple acte d'adquirir informació no requereix.
La UNESCO en particular, va adoptar el terme “societat del coneixement” dintre de les seves polítiques institucionals. Desenvoluparen una reflexió al voltant del tema, que cerca incorporar una concepció més integral, no en relació únicament amb la dimensió econòmica. Per exemple, Abdul Waheed Khan (Subdirector de la UNESCO per la Comunicació i la Informació), escriu: “La societat de la informació és la pedra angular de les societats del coneixement. El concepte de “societat de la informació”, al meu parer, està relacionat amb la idea de la “innovació tecnològica”, mentre que el concepte de “societat del coneixement” inclou una dimensió de transformació social, cultural, econòmica, política i institucional, així com una perspectiva més pluralista. El concepte de “societat del coneixement” és preferible al de “societat de la informació”, ja que expressa millor la complexitat i el dinamisme dels canvis que s'estan donant. [… ] El coneixement en qüestió no només és important pel creixement econòmic, sinó també per donar poder i desenvolupar tots els sectors de la societat.”
D'aquesta manera, podem concloure que la major diferència entre aquests dos conceptes - societat de la informació i societat del coneixement - és que aquest últim no està centrat en un procés tecnològic, sinó que considera aquesta nova etapa com un factor causant del canvi social, entre altres canvis com l'expansió de l'educació, per exemple.
Segons aquest punt de vista, el coneixement serà cada cop més la base dels processos socials en els diversos àmbits funcionals de les societats. Creixerà la importància del coneixement com recurs econòmic, però també la consciència del no-saber –apareixen termes relacionats a la societat de la informació com infoxicació (excés d'informació que no permet tenir coneixement real sobre res) – i la consciència dels riscos de la societat moderna, com per exemple la superficialitat del coneixement.

## Característiques de la societat de la informació
Segons Manuel Castells, un dels teòrics amb més renom dintre de l'estudi de la societat de la informació, hi ha 10 trets essencials que han caracteritzat la societat de la informació des que aquest terme aparegué. Són els següents:
1. Exuberància: disposem d'una quantitat de dades molt diversa. Es tracta d'un volum d'informació tan abundant que és, per ell mateix, part de l'escenari on ens movem diàriament.
2. Omnipresència: Els nous instruments d'informació, o almenys els seus continguts, són en gran part constituents d'aquest escenari mencionat anteriorment. Trobem informació a tot arreu, sempre hi ha estímuls informatius al nostre voltant, ara més que mai; els mitjans de comunicació s'han convertit en l'espai d'interacció social per excel·lència, la qual cosa implica majors facilitats per l'intercanvi de preocupacions i idees, però també una arriscada supeditació a les empreses que tenen major influència en aquest entorn, particularment en els mitjans de difusió oberta.
3. Irradiació: La societat de la informació també es distingeix per la distància il·limitada que assoleix l'intercanvi de missatges. Les barreres geogràfiques es difuminen; les distàncies físiques es tornen relatives almenys en comparació amb el passat més recent; ja no hem d'esperar diversos dies o mesos perquè una carta nostra arribi d'un país a un altre. Avui en dia n'hi ha prou amb obrir un xat o el correu electrònic per a posar-nos en contacte amb algú que estigui a kilòmetres de distància.
4. Velocitat: la comunicació, excepte els errors tècnics, ha esdevingut instantània. S'han desenvolupat mecanismes per establir comunicació simultània a preus molts més baixos dels que té la telefonia tradicional.
5. Multilateralitat/centralitat: Les capacitats tècniques de la comunicació contemporània permeten que rebem informació de tot arreu, tot i que el més freqüent és que la major part de la informació que circula al nostre voltant provingui d'unes fots determinades. És a dir, la gent recorre a certes fonts que té per fiables i creïbles segons la seva ideologia. Són fonts com telenotícies dels diferents canals de televisió, les edicions digitals dels diaris, entre d'altres.
6. Interactivitat/Unilateralitat: A diferència de la comunicació dels mitjans tradicionals, els nous instruments per propagar informació permeten que els seus usuaris siguin, no només consumidors, també productors dels seus propis missatges. A Internet podem conèixer continguts de tota mena, i al mateix temps contribuir nosaltres mateixos a incrementar el cabal de dades que alberga Internet.
7. Desigualtat: Ha estat quasi inevitable que els nous mitjans que configuren la societat de la informació provoquin algunes desigualtats entre països, més notables del que eren fins ara. Mentre les nacions industrialitzades estenien l'accés a la xarxa a tots els ciutadans, Internet continuava sent inexistent per als habitants de països més pobres o fins i tot entre zones o segments de població marginals dels països desenvolupats. Aquest terme es coneix com a "bretxa digital".[3]
8. Heterogeneïtat: Als mitjans contemporanis i particularment a Internet, es multipliquen actituds, opinions, pensaments presentes a les nostres xarxes socials. Si en aquestes societats hi ha creativitat, intel·ligència i art, sens dubte alguna d'aquestes coses es reflectirà en els nous espais de la societat de la informació. Al mateix temps tenim prejudicis, abusos i insolències a la nostra societat, de manera que aquestes actituds i posicionaments negatius o perjudicials s'expressaran també en aquests mitjans.
9. Desorientació: L'enorme i creixent quantitat d'informació a la que podem tenir accés no és només una oportunitat de desenvolupament social i personal. Hem de tenir en compte que el nostre dia a dia està envoltat d'informació – com més avancin les noves tecnologies, més estímuls d'informació rebrem al dia – i que s'ha acabat convertint en un repte esquivar la informació que no desitgem. Sovint tota la informació que ens arriba es pot veure com un cúmul de dades que no són necessàriament font d'enriquiment cultural, són més aviat una eina de confusió personal i col·lectiva.
10. Ciutadania passiva: La dispersió i abundància de missatges, la preponderància dels continguts de caràcter comercial (que propaguen els grans blocs mediàtics amb finalitat econòmica) i l'absència de reflexió suficient sobre què rebem per part dels mitjans i perquè ho rebem, fan que a la societat de la informació l'intercanvi de coneixements estigui supeditat a l'intercanvi de coneixements. És a dir, en l'actualitat preval el consum sobre la creativitat i el desenvolupament intel·lectual.

## La societat de la informació en l'actualitat
Les característiques de la societat de la informació que va establir Castells han sofert poques variacions d'ençà que van plantejar-se per primer cop. Les tecnologies que utilitzen Internet, l'accés a informació i les noves eines i aplicacions de comunicació han anat creixent i refinant-se cada cop més.
En aquest context en què el flux d'informació s'ha multiplicat, s'ha d'entendre la importància dels instruments que ens ajuden a classificar i emmagatzemar la informació de manera ordenada i que a la vegada ens permeten recuperar la mateixa informació de forma immediata i eficaç. Llavors, s'ha d'aprendre a crear i utilitzar les bases de dades i els motors de cerca. Al mateix temps, s'ha d'elaborar, per aquesta societat de la informació, informació senzilla i coherent que no facin que el lector es cansi. A partir d'aquesta gran quantitat d'informació s'han desenvolupat teories al voltant del concepte d'infoxicació
Els mitjans de comunicació socials han anat guanyant en influència i en capacitat de crear opinió. S'han convertit en instruments per fer de la informació una font de poder i d'ingressos econòmics. Amb l'aparició i el desenvolupament d'Internet, els mitjans de comunicació deixaren de ser un mitjà alternatiu de comunicació i oci per convertir-se en una necessitat per moltes persones que, de vegades, no tenen cap altra font d'informació i concedeixen una excessiva credibilitat al que apareix en ella.
La societat de la informació es distingeix per la distància pràcticament il·limitada que assoleix l'intercanvi de missatges. Això ho han aprofitat molt el que actualment es coneix com a xarxes socials; l'home busca companyia o ser part d'un cercle social que comparteixi interessos similars o d'un simple intercanvi d'idees, portals web han potenciat aquesta ubiqüitat revolucionant el concepte de comunicació. Un exemple d'aquestes xarxes poden ser llocs web com Twitter o Facebook.
En conclusió, la revolució tecnològica que va donar lloc a Internet i a la seva utilitat informativa i comunicativa posterior ha marcat un abans i un després en la història. La tecnologia cada cop més sofisticada està trastocant tot el nostre entorn i està convertint les noves tecnologies en una part imprescindible de la nostra vida. Els riscos i els problemes socials de la societat digital són l'objecte d'anàlisi de l'humanisme digital.

## Més informació
El professor Ismael Peña-López de la Universitat Oberta de Catalunya manté una extensa bibliografia sobre la Societat de la Informació al seu portal personal de recerca ICTlogy.net